# Galagoer
Galagoer (Galagidae) er en familie af små, nataktive primater, der er udbredt i Afrika. Familien omfatter cirka 20 arter. Galagoer er i nogle områder meget almindelige. De er ret tilpasningningsdygtige og kan ofte leve åbne steder. Derudover bliver de ikke jaget meget på grund af deres beskedne størrelse. Mange arter er ifølge IUCN ikke truet af udryddelse. Arter som f.eks. Rondos dværggalago og Allens galago er dog truet.

## Beskrivelse
Galagoer har store øjne, der giver dem et godt nattesyn, stærke bagben, der er længere end forbenene, en skarp hørelse og en lang hale, der hjælper til at holde balancen. Ørerne er flagermus-lignende og anvendes til at lytte sig frem til insekter om natten. Galagoer fanger både siddende og flyvende insekter. Det er hurtige og adrætte dyr. Når de bevæger sig igennem tæt vegetation, lægges ørerne tilbage for at beskytte dem. Også når galagoer hviler lægges ørerne tilbage.
De største galagoer findes i slægten Otolemur, f.eks. kæmpegalago, der vejer fra 0,6 til 2 kilogram. De øvrige arter vejer mellem 50 og 400 gram. Længden af hoved og krop er 7 til 40 centimeter og halelængden er 11 til 55 centimeter. Halen er altid længere end kropslængden og er hos nogle arter kraftigt busket. Fødderne er karakteristiske ved at have stærkt forlængede fodrodsknogler. Alle fingre og tæer har negle, bortset fra den anden tå, der har en pudseklo, ligesom andre halvaber. På hånden er den anden finger forkortet, dog ikke så meget som hos lorierne, deres nærmeste slægtninge. Pelsen er blød og ulden og farvet grålig eller brundlig med lysere underside. Tandformlen er 2.1.3.32.1.3.3, i alt 36 tænder. Som hos de fleste halvaber danner de nederste for- og hjørnetænder en fremadrettet tandkam, der anvendes til at pleje pelsen.

## Udbredelse
Galagoer er udbredt i Afrika syd for Sahara, fra Senegal og Etiopien til det nordlige Sydafrika. De mangler på Madagaskar. Deres levested er områder med træer. Ud over i regnskove forekommer nogle arter på tørre habitater som savanner. Der findes arter, der har vænnet sig til mennesker og derfor findes i parker og haver.

## Levevis
En eller to gange om året føder hunnen, efter en drægtighedsperiode på 110–140 dage, en til tre unger. Ofte har hunnen bygget en rede af blade, hvor fødslen finder sted. Når hun efter fødslen skifter opholdssted, bliver ungerne ofte båret i munden. Ungerne fravænnes efter to til fem måneder og er kønsmodne i en alder af et eller to år. Galagoer kan blive op til 18 år gamle i fangenskab, men lever væsentlig kortere i naturen.
Deres sociale liv er forskellig fra art til art. Som oftest søger galagoer føde alene, men sover nogle gange sammen med artsfæller på et fælles opholdssted. Mange arter er territoriale og urinerer ofte på deres hænder, så de derved markerer hvor de bevæger sig, mens de klatrer. Ved at følge deres eget spor ved hjælp af urinlugten, kan de springe fra gren til gren på nøjagtig samme måde hver gang.
Hanner er ofte aggressive over for hinanden. En hans territorium kan overlappe flere hunners territorier. Nogle arter lever dog i små grupper.
Galagoer er kendt for deres baby-lignende skrig, hvormed de gør artsfæller opmærksomme på deres territorium. Hver art har sit specielle kald, hvilket gør det muligt for forskere at skelne mellem samtlige arter af galagoer. Føden består overvejende af insekter, frugter og træsafter. Træsafter er især vigtige i perioder uden frugter. Klogalagoer (slægten Euoticus) er med deres specialiserede fingernegle og tænder særligt tilpasset træsafter. Der findes dog også arter som udelukkende lever af insekter eller frugter.

## Klassifikation
Familien Galagidae kaldes undertiden Galagonidae. Den er desuden undertiden inkluderet som en underfamilie i Lorisidae. En mulig opdeling i tre slægter med 19 arter er:
- Slægt Otolemur
  - Kæmpegalago, Otolemur crassicaudatus
  - Sølvfarvet kæmpegalago, Otolemur monteiri
  - Lilleøret galago, Otolemur garnettii
- Slægt Euoticus
  - Sydlig klogalago, Euoticus elegantulus
  - Nordlig klogalago, Euoticus pallidus
- Slægt Galago
  - Senegal-galago, Galago senegalensis
  - Moholi-galago, Galago moholi
  - Somalia-galago, Galago gallarum
  - Mørk galago, Galago matschiei
  - Allens galago, Galago alleni
  - Gabon-galago, Galago gabonensis
  - Cross River-galago, Galago cameronensis
  - Prins Demidoffs galago, Galago demidoff
  - Grants galago, Galago granti
  - Malawi-galago, Galago nyasae
  - Uluguru-galago, Galago orinus
  - Rondos dværggalago, Galago rondoensis
  - Thomas' galago, Galago thomasi
  - Zanzibar-galago, Galago zanzibaricus